# Valperto (arcivescovo di Milano)
Valperto (... – Milano, 6 novembre 970) fu arcivescovo di Milano dal 953 al 970.

## Biografia
Secondo una tradizione durata almeno fino al XIX secolo, veniva presentato come membro della famiglia aristocratica milanese dei Medici (che non aveva alcun legame di parentela con l'omonima famiglia fiorentina).
Divenne arcivescovo di Milano nel 953 e tra i suoi primi atti si ricorda un fatto privato, quello di aver deposto i resti dei suoi genitori all'interno di un'apposita urna ricavata in un antico capitello romano oggi conservato al Museo Archeologico di Milano.
Schieratosi dapprima con Berengario II, dopo la vittoria di Ottone I nel 961, Valperto passò tra le schiere di quest'ultimo, il quale però venne dopo non molto tempo sconfitto e, con la morte del fratello Liutolfo, lasciò libero campo d'azione a Berengario. Quest'ultimo, intenzionato a vendicarsi dei propri oppositori, si scagliò contro Valperto che fu costretto alla fuga in Germania, lasciando che il re d'Italia Berengario riponesse sulla cattedra milanese Manasse d'Arles, che però rimase nella propria sede francese rifiutandosi di fare ritorno a Milano.
Ritornato in sede a Milano, Valperto consacrò re d'Italia Ottone I, imponendogli la corona nella basilica di Sant'Ambrogio, sulla tomba di Lotario, di cui aveva sposato la vedova. Nel gennaio dell'anno successivo, poi, sarà lo stesso Valperto ad accompagnare Ottone I da papa Giovanni XII per l'incoronazione imperiale.
Nell'estate o autunno 969 presiedette il concilio provinciale, che confermò la decisione presa da un concilio romano, che, alla morte del vescovo Fulcardo di Alba, la sua diocesi fosse unita a quella di Asti.
Il cronista Landolfo Seniore, nella sua Historia Mediolanensis, parla della cessione a Valperto di «Multa oppida regalia» da parte di Ottone I, probabilmente nella zona del Lago Maggiore (un figlio di Berengario si era asserragliato nel castrum di Valtravaglia che pochi anni dopo, al tempo di Arnolfo II da Arsago, troviamo in possesso dell'arcivescovo milanese insieme con Arona, Angera, Brebbia, oltre a Lecco).  È l'inizio della potenza temporale degli arcivescovi di Milano, potenza che crescerà ulteriormente con il successore di Valperto, Arnolfo II (970-974).